# Agylla venosa
Agylla venosa är en fjärilsart som beskrevs av William Schaus 1894. Agylla venosa ingår i släktet Agylla och familjen björnspinnare. Inga underarter finns listade i Catalogue of Life.